# Volvo Women's Cup 1981
Volvo Women's Cup 1981 — жіночий тенісний турнір, що проходив на відкритих кортах з твердим покриттям Ramapo College у Маві (США). Належав до турнірів 3-ї категорії циклу Toyota International Series в рамках Туру WTA 1981. Турнір відбувся вчетверте і тривав з 24 серпня до 30 серпня 1981 року. Друга сіяна Гана Мандлікова виграла свій другий підряд титул на цьому турнірі й отримала за це 20 тис. доларів США.

## Фінальна частина

### Одиночний розряд
Гана Мандлікова —  Пем Кеселі 6–2, 6–2
- Для Мандлікової це був 3-й титул в одиночному розряді за сезон і 16-й — за кар'єру.

### Парний розряд
Розмарі Казалс /  Венді Тернбулл —  Кенді Рейнолдс /  Бетті Стов 6–2, 6–1

## Розподіл призових грошей
| Дисципліна       | П       | F       | ПФ     | ЧФ     | 1/8  | 1/16 | 1/32 |
| Одиночний розряд | $20,000 | $10,000 | $4,800 | $2,050 | $900 | $475 | $250 |